# Banksia aquilonia
Banksia côtier du nord, Jingana
Espèce
Classification phylogénétique
Banksia aquilonia est une espèce de plante du genre Banksia, famille des Proteaceae. Ce sont de grands arbustes ou petits arbres endémiques de l'Australie.

## Description
Banksia aquilonia a le port d'un grand arbuste ou d'un petit arbre pouvant atteindre huit mètres de haut. L'écorce grise est dure et fissurée et les feuilles, elliptiques, ont les bords non dentés.
Les fleurs sont rassemblées en « épis floraux » caractéristiques des Banksia. Ces inflorescences sont constituées de centaines de paires de fleurs serrées de manière dense en spirale autour du rachis ligneux. L'épi floral de Banksia aquilonia, long de 6 à 10 centimètres, est de couleur jaune clair et à peu près cylindrique. Il fleurit de mars à juin.
Bien que les inflorescences soient semblables à celles de Banksia integrifolia, les feuilles sont marquées dans leurs différences - la nervure médiane sur la face inférieure des feuilles est nettement couverte de courts poils brun-rougeâtre et les feuilles sont disposées en spirales plutôt qu'en verticilles comme c'est le cas pour toutes les sous-espèces de Banksia integrifolia. Ce sont ces différences que George ressentit comme suffisamment particulières pour considérer Banksia integrifolia comme une espèce séparée.

## Taxonomie
Banksia aquilonia fut d'abord décrite par Alexander Segger George en 1981 en tant que variété de Banksia integrifolia (banksia côtier). Elle fut promue au rang de sous-espèce par Thiele et Ladiges en 1994, puis au rang d'espèce par George en 1996.
Ainsi le nom complet de cette espèce est « Banksia aquilonia (A.S.George) A.S.George ». Elle est classée dans le sous-genre Banksia, section Banksia et série Salicinae. Son classement au sein du genre Banksia peut se résumer de la manière suivante :
Genre Banksia
Sous-genre Banksia
Section Banksia
Série Salicinae
Banksia dentata - Banksia aquilonia - Banksia integrifolia - Banksia plagiocarpa - Banksia oblongifolia - Banksia robur - Banksia conferta - Banksia paludosa - Banksia marginata - Banksia canei - Banksia saxicola
Série Grandes
Série Banksia
Série Crocinae
Série Prostratae
Série Cyrtostylis
Série Tetragonae
Série Bauerinae
Série Quercinae
Section Coccinea
Section Oncostylis
Sous-genre Isostylis

## Distribution et habitat
Banksia aquilonia se rencontre dans les régions côtières du nord du Queensland depuis le parc national du mont Finnigan jusqu'à la chaîne de Paluma, dans des forêts claires ou forêts sur sable granitique.